# 上海琉璃艺术博物馆
上海琉璃艺术博物馆（原上海琉璃工房琉璃艺术博物馆）位于中華人民共和國上海市黄浦区泰康路25号，是一家民营机构的博物馆，毗邻上海文创园区田子坊，占地面积为2400平方米，建成于2006年4月29日，當時位於新天地马当路，起名上海琉璃工房琉璃艺术博物馆，2010年10月移至泰康路，並更名为上海琉璃艺术博物馆，馆通高14.7米，其中由4800块琉璃砖堆砌成了8.5米的4层高外墙，附有左右宽度超过54米的两朵巨型牡丹，牡丹重达1.5吨，共花时3个月组装，夜间在灯光下有异彩呈现。搬至泰康路时由于卢湾区（現已併入黃浦區）政府挽留才没有迁至外区，创始人为张毅、杨惠姗。博物馆已被列入2019年度“十大最受欢迎场馆”，2019年试点夜间开放。

## 外部鏈接
- 官方网站